# جوزيف لاوتون كولينز
الجنرال جوزيف لاوتون كولينز (بالإنجليزية: Joseph Lawton Collins) (1 مايو 1896 – 12 سبتمبر 1987) كان ضابطًا كبيرًا في الجيش الأمريكي. خدم في مسارح العمليات في المسرح الآسيوي والهادئ وأوروبا خلال الحرب العالمية الثانية، وكان واحدًا من عدد قليل من كبار القادة الأمريكيين الذين قاموا بذلك. كان رئيس أركان جيش الولايات المتحدة خلال الحرب الكورية.
كان الجنرال جيمس لاوتون كولينز في الجيش الأمريكي شقيقه الأكبر. خدم ابن أخيه الجنرال جيمس لاوتون كولينز جونيور في الحرب العالمية الثانية والحرب الكورية وحرب فيتنام. كان ابن أخيه الآخر مايكل كولينز قائدًا لمركبة القيادة في مهمة أبولو 11 في عام 1969 التي وضعت أول رجلين على القمر، وتقاعد كجنرال كبير من القوات الجوية الأمريكية.

## النشأة والمهنة العسكرية
وُلد كولينز في نيو أورليانز بولاية لويزيانا لأسرة كاثوليكية أيرلندية كبيرة في 1 مايو عام 1896. دخل الأكاديمية العسكرية الأمريكية في ويست بوينت، نيويورك في يونيو 1913، وهو في سن 17 عامًا، وتخرّج في 20 أبريل 1917، بعد أسبوعين بالضبط من دخول أمريكا في الحرب العالمية الأولى وقبل عيد ميلاده الحادي والعشرين بوقت قصير. كان التخرّج مبكرًا قبل عدة أسابيع من موعده بسبب اندلاع الحرب. تخرّج بالمرتبة الخامسة والثلاثين من صفه رقم 139. كان من بين زملائه الخريجين ماثيو ريدجواي، ومارك وين كلارك (الذي يملك نفس تاريخ ميلاد كولينز، وكانا أصغر طلاب الكلية، ولُقّبا بـ«أطفال الصف»)، وبراينت مور، وإرنست ن. هارمون، ووليام سي. مكماهون، ونورمان كوتا، ولورنس ب. كيسر، ووليام دبليو. إيغلز، ووليام كيلي هاريسون جونيور، وفريدريك أغسطس إرفينغ.
كان من المقرر لكل هؤلاء الرجال، مثل كولينز، أن يصبحوا ضباطًا، ثم يحصلوا لاحقًا على رتبة عالية في الجيش، إذ أصبح ريدجواي، إلى جانب كولينز، رئيس أركان للجيش، وأصبح كلارك جنرالًا بأربع نجوم.
كُلّف كولينز بمهمة ملازم ثانٍ في فرع المشاة التابع للجيش الأمريكي وعُيّن قائد فصيل ثم قائد سرية في فوج المشاة الثاني والعشرين 22. ترقى إلى رتبة ملازم أول في مايو 1917، ورقيب مؤقت في أغسطس. التحق بكلية سلاح مشاة الجيش الأمريكي في فورت سيل، أوكلاهوما، وخدم مع الفوج في مواقع مختلفة بين عامي 1917 و1919. ترقى إلى رتبة نقيب في يونيو 1918، ثم إلى رتبة رائد في سبتمبر، ثم تولى قيادة الكتيبة الثالثة وفوج المشاة الثاني والعشرين في الشهر التالي.
انتهت الحرب العالمية الأولى بعد فترة وجيزة، في الحادي عشر من نوفمبر 1918. ومع عجزه عن القتال في الخارج في أثناء الحرب، قاد كولينز الكتيبة الثالثة، وفوج المشاة الثامن عشر في فرنسا في يونيو 1919، وكان مساعدًا لرئيس الأركان، بصفته ضابطًا في مجموعة الثلاث في القوات الأميركية في ألمانيا في الفترة من 1920 إلى 1921. خدم كولينز خلال ذلك الوقت في جيش الاحتلال في ألمانيا.

## بين الحربين
تزوج كولينز بغلاديس إيستربروك في عام 1921، ثم عاد إلى رتبة نقيب في عام 1920، وكان محاضرًا في قسم الكيمياء في الأكاديمية العسكرية للولايات المتحدة من عام 1921 حتى عام 1925. تخرج من دورة ضباط السرية في مدرسة المشاة التابعة للجيش الأمريكي في فورت بينينغ بجورجيا في عام 1926، ومن الدورة المتقدمة في مدرسة المدفعية الميدانية التابعة للجيش الأمريكي في فورت سيل، أوكلاهوما في العام التالي. كان مدرِّبًا في مجال الأسلحة والتكتيكات في مدرسة المشاة التابعة للجيش الأمريكي من عام 1927 إلى عام 1931، وترقّى إلى رتبة رائد في أغسطس 1932، وكان مسؤولًا تنفيذيًا للواء 23 في مانيلا، ومساعدًا لرئيس الأركان، بوصفه ضابطًا في المجموعة-2، مع الفرقة الفلبينية من عام 1933 إلى 1934.
تخرج كولينز من الكلية الصناعية للجيش الأمريكي في عام 1937، وكلية الحرب بالجيش الأمريكي في العام التالي. ثم أصبح حينها معلّمًا في كلية الحرب العسكرية من عام 1938 إلى عام 1940. ترقّى إلى رتبة مقدم في يونيو 1940، وبعد ذلك عقيدًا كاملًا رئيسًا لأركان الفيلق السابع في عام 1941.

## روابط خارجية
- جوزيف لاوتون كولينز على موقع مونزينجر (الألمانية)